# Temporada 2021 del Campeonato de Fórmula 4 Danesa
La temporada 2021 del Campeonato de Fórmula 4 Danesa es la quinta edición de dicho campeonato. Sus fechas y lugares de inicio y finalización son el 16 de mayo en Padborg Park y el 3 de octubre en Jyllands-Ringen, respectivamente.

## Equipos y pilotos
| Fórmula 4             | Fórmula 4 | Fórmula 4              | Fórmula 4 |
| Equipo                | N.º       | Piloto                 | Rondas    |
| --------------------- | --------- | ---------------------- | --------- |
| Team FormulaSport     | 1         | Sebastian Gravlund     | 4–6       |
| Team FormulaSport     | 9         | Frederik Lund          | 5–6       |
| FSP Racing            | 3         | Morten Strømsted       | 3, 6      |
| FSP Racing            | 20        | Jesse Carrasquedo Jr.  | 2, 4      |
| FSP Racing            | 22        | William Wulf           | Todas     |
| FSP Racing            | 75        | Noah Strømsted         | 3–6       |
| FSP Racing            | 77        | Emerson Fittipaldi Jr. | Todas     |
| Noda Racing           | 10        | Juju Noda              | Todas     |
| SD Racing             | 11        | Frederik Stenå         | 1–5       |
| SD Racing             | 11        | Ann-Sofie Degel        | 6         |
| Henriksen Racing      | 15        | Michella Rasmussen     | 4–6       |
| Henriksen Racing      | 16        | Peter Henriksen        | 1–2, 4–6  |
| J.E.L Racing          | 18        | Laura Lylloff          | 1–4, 6    |
| J.E.L Racing          | 97        | Jan Lylloff            | 3–4, 6    |
| Fórmula 5             |           |                        |           |
| Mads Hoe Motorsport   | 7         | Jacob S. Bjerring      | Todas     |
| Mads Hoe Motorsport   | 47        | Mads Hoe               | Todas     |
| Mads Hoe Motorsport   | 56        | Mille Hoe              | Todas     |
| Mads Hoe Motorsport   | 69        | Mads Riis              | 1–3, 5–6  |
| Sønderskov Motorsport | 39        | Line Sønderskov        | Todas     |

## Resultados
El primer calendario provisional que consta de 5 rondas se publicó el 16 de noviembre de 2020. Las próximas 2 rondas se anunciaron el 2 de diciembre de 2020. La ronda inaugural prevista en Padborg Park del 24 al 25 de abril se pospuso al 15 al 16 de mayo debido a las restricciones de la pandemia. y razones económicas. La ronda en Sturup Raceway se canceló debido a las restricciones de viaje entre Dinamarca y Suecia.
| Ronda | Ronda | Circuito                   | Fecha            | Fórmula 4              | Fórmula 4              | Fórmula 4              | Fórmula 5         |
| Ronda | Ronda | Circuito                   | Fecha            | Pole Position          | Vuelta rápida          | Piloto ganador         | Piloto ganador    |
| ----- | ----- | -------------------------- | ---------------- | ---------------------- | ---------------------- | ---------------------- | ----------------- |
| 1     | R1    | Padborg Park, Padborg      | 15 de mayo       | Juju Noda              | Juju Noda              | Juju Noda              | Mads Hoe          |
| 1     | R2    | Padborg Park, Padborg      | 16 de mayo       |                        | Emerson Fittipaldi Jr. | Juju Noda              | Mads Hoe          |
| 1     | R3    | Padborg Park, Padborg      | 16 de mayo       | William Wulf           | William Wulf           | Mads Hoe               |                   |
| 2     | R1    | Padborg Park, Padborg      | 19 de junio      | Emerson Fittipaldi Jr. | Jesse Carrasquedo Jr.  | Jesse Carrasquedo Jr.  | Jacob S. Bjerring |
| 2     | R2    | Padborg Park, Padborg      | 20 de junio      |                        | Juju Noda              | William Wulf           | Mads Hoe          |
| 2     | R3    | Padborg Park, Padborg      | 20 de junio      | Emerson Fittipaldi Jr. | Jesse Carrasquedo Jr.  | Mads Hoe               |                   |
| 3     | R1    | Jyllands-Ringen, Silkeborg | 20 de agosto     | Noah Strømsted         | Noah Strømsted         | Noah Strømsted         | Mads Hoe          |
| 3     | R2    | Jyllands-Ringen, Silkeborg | 21 de agosto     |                        | Noah Strømsted         | Emerson Fittipaldi Jr. | Mads Hoe          |
| 3     | R3    | Jyllands-Ringen, Silkeborg | 22 de agosto     | Noah Strømsted         | Noah Strømsted         | Mads Hoe               |                   |
| 4     | R1    | Padborg Park, Padborg      | 3 de septiembre  | Noah Strømsted         | Noah Strømsted         | Noah Strømsted         | Mads Hoe          |
| 4     | R2    | Padborg Park, Padborg      | 4 de septiembre  |                        | Emerson Fittipaldi Jr. | Emerson Fittipaldi Jr. | Jacob S. Bjerring |
| 4     | R3    | Padborg Park, Padborg      | 4 de septiembre  | Emerson Fittipaldi Jr. | Emerson Fittipaldi Jr. | Mads Hoe               |                   |
| 5     | R1    | Ring Djursland, Pederstrup | 18 de septiembre | Noah Strømsted         | Noah Strømsted         | Noah Strømsted         | Mads Hoe          |
| 5     | R2    | Ring Djursland, Pederstrup | 18 de septiembre |                        | Noah Strømsted         | Noah Strømsted         | Jacob S. Bjerring |
| 5     | R3    | Ring Djursland, Pederstrup | 18 de septiembre | Noah Strømsted         | Noah Strømsted         | Mads Hoe               |                   |
| 6     | R1    | Jyllands-Ringen, Silkeborg | 2 de octubre     | Noah Strømsted         | Noah Strømsted         | Noah Strømsted         | Mads Hoe          |
| 6     | R2    | Jyllands-Ringen, Silkeborg | 3 de octubre     |                        | Noah Strømsted         | Noah Strømsted         | Mads Hoe          |
| 6     | R3    | Jyllands-Ringen, Silkeborg | 3 de octubre     | Noah Strømsted         | Noah Strømsted         | Mads Hoe               |                   |

## Clasificaciones

### Sistema de puntuación
| Carreras | 1.º | 2.º | 3.º | 4.º | 5.º | 6.º | 7.º | 8.º | 9.º | 10.º |
| 25       | 25  | 18  | 15  | 12  | 10  | 8   | 6   | 4   | 2   | 1    |

### Campeonato de Pilotos
| Pos. | Piloto                     | PAD1 | PAD1 | PAD1 | PAD2 | PAD2 | PAD2 | JYL1 | JYL1 | JYL1 | PAD3 | PAD3 | PAD3 | DJU | DJU | DJU | JYL2 | JYL2 | JYL2 | Puntos |
| ---- | -------------------------- | ---- | ---- | ---- | ---- | ---- | ---- | ---- | ---- | ---- | ---- | ---- | ---- | --- | --- | --- | ---- | ---- | ---- | ------ |
| 1    | Mads Hoe (F5)              | 1    | 1    | 1    | 3    | 2    | 3    | 2    | 3    | 2    | 3    | 5    | 1    | 3   | Ret | 4   | 4    | 2    | 2    | 299    |
| 2    | Noah Strømsted (R)         |      |      |      |      |      |      | 1    | 2    | 1    | 1    | Ret  | DNS  | 1   | 1   | 1   | 1    | 1    | 1    | 243    |
| 3    | Emerson Fittipaldi Jr. (R) | 10†  | 4    | 3    | 9†   | 5    | 2    | 4    | 1    | 3    | 5    | 1    | 2    | 4   | 2   | 2   | 12   | 5    | 5    | 231    |
| 4    | Jacob S. Bjerring (F5)     | 3    | 3    | 4    | 2    | 7    | 6    | Ret  | 4    | 6    | 4    | 2    | 4    | 5   | 3   | 5   | 7    | 6    | Ret  | 185    |
| 5    | Mads Riis (F5) (R)         | 5    | 5    | 5    | 5    | 3    | 5    | 5    | 6    | 5    |      |      |      | 6   | 7   | 6   | 6    | 3    | 3    | 153    |
| 6    | William Wulf               | 7    | 10   | 2    | 4    | 1    | 4    | 3    | 5    | 11†  | Ret  | 4    | 3    | Ret | 5   | 3   | Ret  | DNS  | DNS  | 151    |
| 7    | Juju Noda                  | 2    | 2    | 8†   | DSQ  | 6    | 11   | DNS  | DNS  | 4    | 2    | 3    | Ret  | 2   | 4   | Ret | 5    | 8    | 4    | 149    |
| 8    | Mille Hoe (F5)             | 6    | 6    | Ret  | 7    | 10   | 8    | 7    | 7    | 9    | 7    | 7    | 8    | 8   | 10  | 10  | 9    | 7    | 7    | 77     |
| 9    | Sebastian Gravlund (R)     |      |      |      |      |      |      |      |      |      | 6    | 6    | 5    | 7   | 6   | 7   | 3    | 4    | Ret  | 73     |
| 10   | Line Sønderskov (F5)       | 4    | 7    | 7    | 6    | DSQ  | 7    | 6    | Ret  | 8    | 8    | Ret  | DNS  | 9   | 8   | 9   | 11   | 9    | 8    | 68     |
| 11   | Jesse Carrasquedo Jr.      |      |      |      | 1    | 4    | 1    |      |      |      | EX   | EX   | DSQ  |     |     |     |      |      |      | 62     |
| 12   | Frederik Stenå (R)         | 8    | 9    | 6    | DNS  | 8    | 9    | 9†   | 8    | 7    | Ret  | 11   | 7    | DNS | 9   | 13† |      |      |      | 40     |
| 13   | Peter Henriksen            | 9    | 8    | 9†   | 8    | 9    | 10   |      |      |      | 10   | 8    | 6    | 10  | Ret | 11  | 10   | 10   | 11   | 31     |
| 14   | Frederik Lund (R)          |      |      |      |      |      |      |      |      |      |      |      |      | Ret | DNS | 8   | 2    | Ret  | 6    | 30     |
| 15   | Jan Lylloff                |      |      |      |      |      |      | Ret  | 9    | 10   | 9    | 9    | 9    |     |     |     | 13   | 15   | 10   | 10     |
| 16   | Laura Lylloff (R)          | 11   | DNS  | WD   | 10   | DNS  | 12   | 8    | 10   | Ret  | Ret  | 10   | 10   |     |     |     | Ret  | 13   | 13   | 8      |
| 17   | Morten Strømsted (R)       |      |      |      |      |      |      | DNS  | DSQ  | Ret  |      |      |      |     |     |     | 8    | 11   | 9    | 6      |
| 18   | Michella Rasmussen (R)     |      |      |      |      |      |      |      |      |      | 11   | 12   | 11   | Ret | 11  | 12  | 15   | 14   | 14   | 0      |
| 19   | Ann-Sofie Degel (R)        |      |      |      |      |      |      |      |      |      |      |      |      |     |     |     | 14   | 12   | 12   | 0      |
| Pos. | Piloto                     | PAD1 | PAD1 | PAD1 | PAD2 | PAD2 | PAD2 | JYL1 | JYL1 | JYL1 | PAD3 | PAD3 | PAD3 | DJU | DJU | DJU | JYL2 | JYL2 | JYL2 | Puntos |

| Color     | Resultado                                                               |
| --------- | ----------------------------------------------------------------------- |
| Oro       | Ganador                                                                 |
| Plata     | 2.ª plaza                                                               |
| Bronce    | 3.ª plaza                                                               |
| Verde     | Finalizó en los puntos                                                  |
| Azul      | Finalizó sin puntos                                                     |
| Azul      | NC - No clasificado                                                     |
| Violeta   | Ret - No terminó (Carrera)                                              |
| Rojo      | DNQ - No se clasificó                                                   |
| Negro     | DSQ - Descalificado                                                     |
| Blanco    | DNS - No empezó (carrera)                                               |
| Blanco    | WD - Retirado (fin de semana)                                           |
| Blanco    | C - Carrera cancelada                                                   |
| Sin color | DNP - Inscrito pero no participó                                        |
| Sin color | INJ - Lesionado                                                         |
| Sin color | EX - Excluido                                                           |
| Estado    | Resultado                                                               |
| Negrita   | Pole position                                                           |
| Cursiva   | Vuelta rápida                                                           |
| †         | Abandona, pero clasifica al completar el porcentaje requerido para ello |